# Kirchenwort
Ein Kirchenwort ist eine öffentliche Äußerung der jeweiligen Kirche zu einem Thema. In Deutschland wird der Begriff in der Regel für schriftliche Verlautbarungen der Deutschen Bischofskonferenz oder des Rates der Evangelischen Kirche in Deutschland verwendet. Kirchenworte beschäftigen sich mit drängenden gesellschaftlichen Fragen, innerkirchlichen Vorgängen oder der Ökumene.